# Миряна Маркович
Миряна Маркович (на сръбски: Мирјана Марковић) е сръбски политик. Тя е съпруга на бившия председател на ЦК на Сръбската комунистическа партия и член на Политбюро на Югославската комунистическа партия, президент на Социалистическа република Сърбия, а по-късно и на Сърбия и бившата Съюзна република Югославия, Слободан Милошевич. 
Според близки до семейство Милошевич, Мира Маркович е била един от основните инициатори на започналото в началото на деветдесетте години етническо прочистване на Босна и Херцеговина. В политиката желае да подражава на Елена Чаушеску – съпругата на румънския ръководител Николае Чаушеску – политически съюзник на Милошевич.
Към юни 2007 е обявена за международно издирване от трибунала в Хага.
Маркович претърпява няколко операции и умира в спа болница в Сочи на 14 април 2019 година.